# Калинів (гміна)
Гміна Калинів — колишня (1934—1939 рр.) сільська ґміна Самбірського повіту Львівського воєводства Польської республіки (1918—1939) рр. Центром ґміни було село Калинів.

1 серпня 1934 р. було створено ґміну Калинів у Самбірському повіті. До неї увійшли сільські громади: Бабіна, Білінка Мала, Бжеґі, Гординя Рустикальна, Гординя Шляхецка, Калінув, Корналовіце, Кружики, Піняни, Сєкєрчице.
  
У 1934 р. територія ґміни становила 105,99 км². Населення ґміни станом на 1931 рік становило 9 662 особи. Налічувалось 1 940 житлових будинків. 

На початку Другої світової війни в першій середині вересня 1939 р. територія ґміни була зайнята німецькими військами, але відповідно до Пакту Молотова — Ріббентропа 26 вересня територія ґміни була передана СРСР. Ґміна ліквідована в 1940 р. у зв’язку з утворенням районів.